# Strichkogel
Il monte  Strichkogel  si trova a 2.034 m sopra il livello del mare. È un'alta montagna posta all'estremità nord-occidentale del Gosaukamm nei monti del Dachstein, al confine tra le regioni austriache dell'Alta Austria e del Salisburgo. Lo Strichkogel è noto soprattutto come itinerario sciistico.